# فلوريان غوبل
فلوريان غوبل (بالألمانية: Florian Goebel)‏ هو عالم فلك وفيزيائي ألماني، ولد في 18 أكتوبر 1972 في كولونيا في ألمانيا، وتوفي في 10 سبتمبر 2008 في لا بالما في إسبانيا.

## وصلات خارجية
- الموقع الرسمي